# Železnik
Železnik (en serbe cyrillique : Железник) est un quartier de Belgrade, la capitale de la Serbie. Il est situé dans la municipalité de Čukarica. En 2002, il comptait 20 851 habitants.

## Localisation
Železnik est situé au centre de la municipalité de Čukarica, à 12 km au sud-ouest du centre-ville de Belgrade. Il est bordé par le quartier de Makiš au nord mais se trouve à l'écart des autres zones urbanisées de la capitale.
Construit sur la partie nord de la forêt de Makiš, il est traversé par quelques ruisseaux, comme le Krušik et le Krušički potok, et par une petite rivière, la Čitačka reka.

## Histoire
Le village de Železnik a été fondé au XVIIe siècle mais il prit son essor en 1947, quand il fallut loger les ouvriers et les employés de l'usine Ivo Lola Ribar. Une ville entièrement nouvelle et très industrialisée fut planifiée, qui devait compter 80 000 habitants. Le but fixé ne fut jamais atteint.
Železnik, dont le nom, en serbe, signifie « la ville de fer », fut une ville à part entière et le siège d'une municipalité jusqu'en 1971, date à laquelle elle fut intégrée dans la ville de Belgrade.
Évolution de la population :
| 1900  | 1921  | 1961   | 1971   | 1981   | 2002   |
| ----- | ----- | ------ | ------ | ------ | ------ |
| 1 562 | 1 987 | 10 727 | 16 912 | 19 731 | 20 851 |

## Železnik Selo
Železnik Selo (en serbe cyrillique Железник Село), « le village de Železnik », constitue la partie la plus ancienne de Železnik. Il est situé au nord-ouest de l'actuel quartier.

## Novi Železnik
Un quartier entièrement nouveau fut construit à l'ouest de l'usine Ivo Lola Ribar, au nord-ouest de Železnik. Le quartier s'étend du croisement dénivelé de la rue Ivo Lola Ribar à l'ouest, jusqu'au stade du FK Železnik à l'est. Contrairement au village, ce quartier est formé de rues rectilignes. Il possède une clinique, une poste, une zone commerçante, un marché etc.

## Sport
Le quartier possède une équipe de basket-ball, le KK Železnik.

## Économie
L'usine la plus importante du quartier Železnik est encore l'usine Ivo Lola Ribar, créée en 1918 et spécialisée dans la fabrication de grosses machines et de machines-outils. Du fait de la présence de cette entreprise, une grande école de mécanique et de métallurgie a été installée dans le quartier.
Železnik possède sa propre gare, qui se situe à proximité de la gare de triage de Makiš.